# Église Saint-Martin de Cordesse
L'église Saint-Martin de Cordesse est une église située sur le territoire de la commune de Cordesse dans le département français de Saône-et-Loire et la région Bourgogne-Franche-Comté.

## Protection
Elle fait l'objet d'une inscription au titre des monuments historiques depuis un arrêté du 9 novembre 1926.
Une inauguration y fut organisée le 20 juin 1991, à l'issue d'une campagne de rénovation.

## Culte
Édifice consacré du diocèse d'Autun relevant de la paroisse Notre-Dame-du-Morvan (siège à Lucenay-l'Évêque) – qui en est affectataire au titre de la loi de 1905 –, l'église de Cordesse est, plusieurs siècles après sa construction, un lieu de culte catholique. 